# Напад у Основној школи „Пречко” у Загребу 2024.
Дана 20. децембра 2024. догодио се напад у Основној школи „Пречко” у Загребу, главном граду Хрватске, када је деветнаестогодишњи мушкарац ножем напао седам особа усмртивши притом седмогодишњег ученика те школе и повредивши још петоро ђака и наставницу.
Влада Хрватске и Град Загреб прогласили су наредног дана дан жалости. Ово је био први напад у некој хрватској школи са смртним исходом још од пуцњаве у гимназији у Задру 1972. када је деветнаестогодишњи ученик упуцао и убио двоје професора.

## Напад
Нападач, обучен у црно и с балаклавом на глави, ушао је у Основну школу „Пречко” око 9.50 часова. Најпре је физички насрнуо на једног ученика у ходнику, а потом је ушао у једну од учионица где је ножем смртно повредио седмогодишњег ђака, а ранио још њих петоро као и учитељицу. Шездесетдвогодишња учитељица је покушала заштитити децу од нападача, који ју је убô 31 пут. Починилац је потом напустио школску граду и упутио се ка оближњем дому здравља где је покушао извршити самоубиство. У томе га је зауставила полиција која је нападача пронашла уз помоћ грађана десет минута након дојаве о нападу. Нападач је ухапшен и одведен у болницу ради збрињавања рана које је сам себи нанео. Повређени су захваљујући хеликоптеру и шест кола хитне помоћи превезени у више загребачких болница.

## Починилац
За напад је одговоран деветнаестогодишњи мушкарац, бивши ученик Основне школе „Пречко”, који је патио од психичких проблема. Већ је покушао извршити самоубиство 2023. Његова мајка је изјавила да га је отац на дан напада у 9 часова одвео у психијатријску установу те да не зна зашто је отишао у школу. Такође је истакла да га се плашила због његовог понашања и да је месец дана пре напада њу и његову баку заточио у њиховом стану.

## Реакције

### У Хрватској
Министарство здравства Хрватске истог дана када се догодио напад послало је инспекцију у психијатријску установу где се лечио нападач. Влада Хрватске је наредног дана (21. децембра) прогласила дан жалости. Градоначелник Загреба Томислав Томашевић и премијер Хрватске Андреј Пленковић изнели су на дан напада низ мера у циљу повећања сигурности школа у Хрватској чија се примена очекује после зимског распуста у 2025. Град Загреб је објавио на својим страницама контакте служби за пружање психолошке помоћи, који су били доступни свим грађанима.
Грађани Загреба су се окупљали испред школе током дана напада како би запалили свеће у знак сећања на жртве.

### У иностранству
Председник Србије Александар Вучић изразио је саучешће породицама жртава напада. На Тргу републике у Београду породице страдалих у пуцњави која се 2023. догодила у Огледној основној школи „Владислав Рибникар” одржале су пошту за жртве напада у Основној школи „Пречко”. Током антивладиних демонстрација одржаних у Нишу 22. децембра демонстранти су шеснаест минута стојали у тишини у знак сећања на убијеног ђака из Основне школе „Пречко” и петнаест страдалих после урушавања надстрешнице на железничкој страници у Новом Саду. Поруке саучешћа жртвама напада у Загребу такође су упутили председник Црне Горе Јаков Милатовић, председник Владе Словеније Роберт Голоб, чланови Председништва Босне и Херцеговине Жељка Цвијановић, Денис Бећировић и Жељко Комшић, амбасадорка САД у Хрватској Натали Рејес.
Влада Црне Горе прогласила је 23. децембра дан жалости.